# Gerhard Heinrich Kirchhoff
Gerhard Heinrich Kirchhoff (* 3. November 1854 in Bremen; † 19. Dezember 1929 ebenda) war ein deutscher Jurist und Politiker.

## Leben
Als Sohn eines Tierarztes und bremischen Bürgers geboren, studierte Kirchhoff nach dem Besuch des Bremer Gymnasiums Rechtswissenschaften in Tübingen und Göttingen. Während seines Studiums wurde er 1873 Mitglied der Burschenschaft Germania Tübingen. Er wurde zum Dr. iur. promoviert und war seit 1879 Rechtsanwalt und Notar in Bremen. 1891 wurde er Amtsrichter in Bremerhaven und ab 1895 Richter am Landgericht Bremen, wo er 1903 Landgerichtsdirektor wurde. 1898 wurde er Mitglied und Vizepräsident der Bremischen Bürgerschaft, 1907 Bremer Senator. 1919 ging er in den Ruhestand.
Er war mit der Frauenrechtlerin Auguste Kirchhoff verheiratet.